# Србија на Песми Евровизије 2007.
Србија је дебитовала на Песми Евровизије 2007. са песмом „Молитва” коју су написали Саша Милошевић Маре и Владимир Граић. Песму је извела Марија Шерифовић. Српски национални емитер, Радио-телевизија Србије (РТС) организовао је национално финале Беовизију 2007. како би одабрао српску песму за такмичење 2007. у Хелсинкију, у Финској. Национално финале се састојало од две такмичарске вечери: полуфинала и финала 7. и 8. марта 2007. године. Двадесет такмичара се такмичило у полуфиналу где се десет најбољих пласирало у финале након комбинације гласова трочланог жирија и јавног гласања путем телевизије. Десет квалификаната такмичило се у финалу које је резултатом комбинације гласова трочланог жирија и јавног телегласа као победника „Молитва“ извела Марија Шерифовић.
Србија се такмичила у полуфиналу Песме Евровизије које је одржано 10. маја 2007. Наступајући током емисије на позицији 15, „Молитва“ је проглашена међу 10 најбољих учесника полуфинала и стога се квалификовала да се такмичи у финалу 12. маја. Касније се сазнало да се Србија пласирала на прво место од 28 земаља учесница у полуфиналу са 298 бодова. Србија је у финалу наступила на 17. позицији и пласирала се на прво место од 24 земље учеснице, победивши на такмичењу и са 268 поена. Ово је била прва победа Србије на Песми Евровизије.

## Позадина
Српски национални емитер, Радио-телевизија Србије (РТС), потврдила је 28. децембра 2006. године своје намере да први пут као независна нација дебитују на Песми Евровизије 2007. након распада Државне заједнице Србија и Црна Гора . претходно се такмичио од 1961. до 1992. у саставу Југославије и 2004. и 2005. у саставу Србије и Црне Горе. РТС би такође преносио догађај у Србији и организовао процес селекције за улазак нације. Србија је од 2004. године користила национално финале Беовизије како би селектовала њихове пријаве за српско и црногорско национално финале Европесма, а уз потврду њиховог учешћа, емитер је најавио организацију Беовизије 2007. како би одабрао српску пријаву за 2007. годину.

## Пре Евровизије

### Беовизија 2007.
Беовизија 2007. је била пета по реду Беовизија, такмичарски фестивал забавне музике. Одржана је у београдском Сава центру 7. и 8. марта 2007. Победила је Марија Шерифовић са песмом „Молитва”, која је тада постала представница Србије на Песми Евровизије 2007. која је одржана 10. и 12. маја у Хелсинкију. Беовизија 2007. се састојала од две вечери: полуфинала 7. и финала 8. марта 2007. У полуфиналу се такмичило 20 песама, док се 10 најбољи пласирало у финале, на којем је изабран и победник, гласовима жирија (50%) и гледалаца путем телегласања (50%). Додељене су и годишње награде Фестивала за музичка достигнућа године у бројним категоријама. Фестивал је обележио и скандал са пребројавањем СМС гласова.

#### Финале
| Р. бр. | Извођач(и)                     | Песма                 | Жири | Телегласање | Телегласање | Поени | Пласман |
| Р. бр. | Извођач(и)                     | Песма                 | Жири | Теле        | Поени       | Поени | Пласман |
| ------ | ------------------------------ | --------------------- | ---- | ----------- | ----------- | ----- | ------- |
| 1.     | Пеца Јовановић                 | „Као да је било јуче” | 2    | 1264        | 4           | 6     | 10.     |
| 2.     | Мики Перић                     | „Јаблан”              | 6    | 653         | 1           | 7     | 8.      |
| 3.     |                                | „Права ствар”         | 12   | 1128        | 3           | 15    | 3.      |
| 4.     |                                | „Сама”                | 5    | 2164        | 6           | 11    | 5.      |
| 5.     | Слободан Тркуља и Балканополис | „Небо”                | 7    | 4084        | 10          | 17    | 2.      |
| 6.     | Марија Шерифовић               | „Молитва”             | 10   | 5638        | 12          | 22    | 1.      |
| 7.     | Маја Марковић                  | „Није нам се дало”    | 4    | 1000        | 2           | 6     | 9.      |
| 8.     | Близанци                       |                       | 1    | 3377        | 8           | 9     | 6.      |
| 9.     | Ивана Јордан                   | „Бомба”               | 8    | 2792        | 7           | 15    | 4.      |
| 10.    | Алекса Јелић                   | „Бели град”           | 3    | 1585        | 5           | 8     | 7.      |

| Детаљни гласови жирија у финалу | Детаљни гласови жирија у финалу | Детаљни гласови жирија у финалу | Детаљни гласови жирија у финалу | Детаљни гласови жирија у финалу | Детаљни гласови жирија у финалу | Детаљни гласови жирија у финалу |
| Р. бр.                          | Песма                           | С. Шуша                         | З. Хаџиманов                    | Д. Шарић                        | Укупно                          | Бодова                          |
| ------------------------------- | ------------------------------- | ------------------------------- | ------------------------------- | ------------------------------- | ------------------------------- | ------------------------------- |
| 1                               | „Као да је било јуче”           | 2                               | 2                               | 2                               | 6                               | 2                               |
| 2                               | „Јаблан”                        | 10                              | 6                               | 3                               | 19                              | 6                               |
| 3                               | „Права ствар”                   | 12                              | 3                               | 12                              | 27                              | 12                              |
| 4                               | „Сама”                          | 3                               | 8                               | 8                               | 19                              | 5                               |
| 5                               | „Небо”                          | 5                               | 7                               | 10                              | 22                              | 7                               |
| 6                               | „Молитва”                       | 7                               | 12                              | 4                               | 23                              | 10                              |
| 7                               | „Није нам се дало”              | 8                               | 5                               | 5                               | 18                              | 4                               |
| 8                               |                                 | 1                               | 1                               | 1                               | 3                               | 1                               |
| 9                               | „Бомба”                         | 6                               | 10                              | 7                               | 23                              | 8                               |
| 10                              | „Бели град”                     | 4                               | 4                               | 6                               | 14                              | 3                               |

## На Евровизији
Према правилима Евровизије, све државе, осим земље домаћина, велике четворке (Француска, Немачка, Шпанија и Уједињено Краљевство) и десет најбоље пласираних на такмичењу 2006. морају да се квалификују из полуфинала 10. маја 2007. како би се такмичили у финалу 12. маја 2007. године. Дана 12. марта 2007. године одржан је посебан жреб који је одредио редослед наступа у полуфиналу и Србија је била жребана на позицију 15, након наступа Пољске, а пре Чешке.
Полуфинале и финале у Србији су преносили РТС1 и РТС Сат уз коментар Душке Вучинић-Лучић. Објављивачица гласова Србије била је Маја Јапунџа-Николић.
Марија Шерифовић је учествовала на техничким пробама 4. и 6. маја, након чега су уследиле генералне пробе 9. и 10. маја. На српском наступу наступила је Марија Шерифовић у бело-црној кошуљи са црним панталонама и пет пратећих вокала у црним костимима. Наступ је почео тако што су пратећи вокали на зачељу бине окренути од публике, те је Шерифовић на централној бини. Пратећи вокали су се постепено придруживали Шерифовић, држећи се за руке и на крају стављајући руке на Марију. Осветљење бине и позадински ЛЕД екрани су претежно приказивали црвене боје и жарко сунце. Пет пратећих вокала који су се придружили Марији Шерифовић на сцени су: Ксенија Милошевић, Сања Богосављевић, Сузана Динић, Ивана Селаков и Ана Миленковић.
На крају вечери објављено је да је Србија завршила у првих 10 и да се потом квалификовала за финале. Касније је откривено да се Србија пласирала прва у полуфиналу, са укупно 298 бодова.
Жребање редоследа наступа за финале обавили су презентери приликом проглашења десет квалификационих земаља током полуфинала, а Србија је извучена да наступи на позицији 17, након наступа из Немачке, а пре Украјине. Марија Шерифовић је поново учествовала на генералним пробама 11. и 12. маја пре финала, а поновила је свој полуфинални наступ током финала 12. маја. Србија је освојила прво место са 268 бодова. Ово је била прва победа Србије на Песми Евровизије, чиме је Србија постала друга земља која је победила са дебитантским учешћем након победе Швајцарске на инаугурационом издању 1956. године.

### Гласање
Испод је преглед бодова који су додељени Србији и које је Србија доделила у полуфиналу и великом финалу такмичења. Србија је Мађарској доделила својих 12 поена у полуфиналу и финалу такмичења.

#### Поени додељени Србији
| Поени    | Држава |
| -------- | --- |
| 12 поена | - Аустрија - Босна и Херцеговина - Хрватска - Чешка - Мађарска - Северна Македонија - Црна Гора - Словенија - Швајцарска |
| 10 поена | - Јерменија - Белорусија - Немачка - Исланд - Холандија - Шведска                                                        |
| 8 поена  | - Бугарска - Кипар - Финска - Грузија - Ирска - Норвешка - Русија - Украјина                                             |
| 7 поена  | - Француска - Израел |
| 6 поена  | - Данска - Молдавија - Румунија                                                                                          |
| 5 поена  | - Грчка - Пољска - Шпанија - Уједињено Краљевство                                                                        |
| 4 поена  | - Белгија - Португалија                                                                                                  |
| 3 поена  | |
| 2 поена  | - Албанија - Летонија |
| 1 поен   | - Литванија - Малта |

| Поени    | Држава |
| -------- | --- |
| 12 поена | - Аустрија - Босна и Херцеговина - Хрватска - Финска - Мађарска - Северна Македонија - Црна Гора - Словенија - Швајцарска |
| 10 поена | - Норвешка - Шведска |
| 8 поена  | - Чешка - Француска - Немачка - Малта - Холандија - Пољска                                                                |
| 7 поена  | - Јерменија - Белорусија - Белгија - Исланд                                                                               |
| 6 поена  | - Бугарска - Данска - Грузија - Румунија - Украјина                                                                       |
| 5 поена  | - Молдавија - Португалија - Русија                                                                                        |
| 4 поена  | - Грчка - Ирска |
| 3 поена  | - Кипар - Израел - Летонија                                                                                               |
| 2 поена  | |
| 1 поен   | - Албанија - Шпанија |

#### Поени које је доделила Србија
| Поени    | Држава             |
| -------- | ------------------ |
| 12 поена | Мађарска           |
| 10 поена | Северна Македонија |
| 8 поена  | Црна Гора          |
| 7 поена  | Словенија          |
| 6 поена  | Хрватска           |
| 5 поена  | Бугарска           |
| 4 поена  | Белорусија         |
| 3 поена  | Данска             |
| 2 поена  | Пољска             |
| 1 поен   | Португалија        |

| Поени    | Држава              |
| -------- | ------------------- |
| 12 поена | Мађарска            |
| 10 поена | Северна Македонија  |
| 8 поена  | Босна и Херцеговина |
| 7 поена  | Русија              |
| 6 поена  | Бугарска            |
| 5 поена  | Словенија           |
| 4 поена  | Грчка               |
| 3 поена  | Украјина            |
| 2 поена  | Белорусија          |
| 1 поен   | Молдавија           |